# Lepidostemon
Lepidostemon es un género de plantas fanerógamas perteneciente a la familia Brassicaceae. Comprende 5 especies descritas y  aceptadas.

## Taxonomía
El género fue descrito por Hook.f. & Thomson y publicado en Journal of Botany, British and Foreign 66: 141. 1928.

## Especies aceptadas
A continuación se brinda un listado de las especies del género Lepidostemon aceptadas hasta julio de 2014, ordenadas alfabéticamente. Para cada una se indica el nombre binomial seguido del autor, abreviado según las convenciones y usos.
- Lepidostemon everestianus Al-Shehbaz
- Lepidostemon glaricola Al-Shehbaz
- Lepidostemon gouldii Al-Shehbaz
- Lepidostemon pedunculosus
- Lepidostemon rosularis